# Scott Brown (skotsk fodboldspiller)
 Der er flere personer med dette navn, se Scott Brown.
Scott Brown (født 25. juni 1985 i Dunfermline, Skotland) er en skotsk fodboldspiller, der spiller som midtbanespiller hos den skotske ligaklub Celtic F.C.. Han har spillet for klubben siden sommeren 2007, hvor han kom til fra ligarivalerne Hibernian F.C., der var hans første klub som seniorspiller.
Brown vandt med Hibernian F.C. Liga Cuppen i 2007 og med Celtic F.C. mesterskabet i 2008 og Liga Cuppen i 2009.

## Landshold
Brown står (pr. april 2009) noteret for 16 kampe for Skotlands landshold, som han debuterede for i november 2005 i et opgør mod USA.

## Titler
Skotsk Premier League
- 2008 med Celtic F.C.

Skotsk Liga Cup
- 2007 med Hibernian F.C.
- 2009 med Celtic F.C.